# 南部州 (ザンビア)

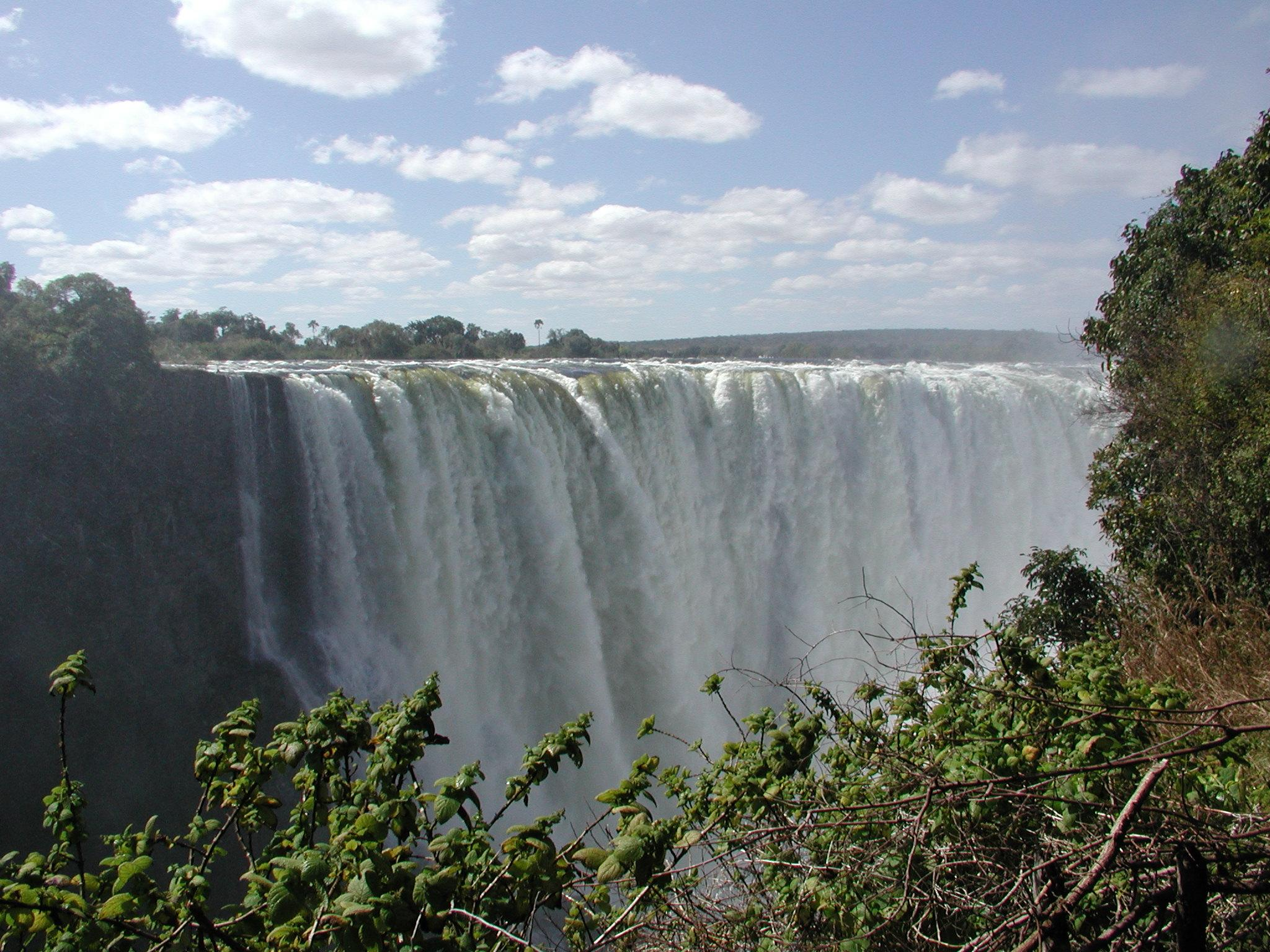
ヴィクトリアの滝

南部州(なんぶしゅう、英語：Southern Province)は、ザンビア南西部の州。州都はチョマ。
2016年の人口は190万7800人で全国の12.0%を占め、10州中3位。面積は8万5283km2で全国の11.3%を占め、10州中5位。人口密度は22.4人/km2。
ジンバブエとの国境地帯にヴィクトリアの滝(現地語でモシ・オア・トゥンヤ)が有る。州中央部の南部高原は、国内最大の農業地域である。
2011年までの州都はリヴィングストン。

## 人口
- 1964年：46万6000人
- 1969年：49万6000人[2]
- 1980年8月25日：67万1923人
- 1990年8月20日：96万5591人
- 2000年10月20日：121万2124人
- 2010年10月16日：158万9926人
- 2016年7月1日：190万7800人

## 隣接州
- 北：中央州(州境地帯にカフュー平野（英語版）が広がる)
- 北東：ルサカ州(カフュー川（英語版）を挟む)
- 東：西マショナランド州(カリバ峡谷（英語版）とザンベジ川を挟む)
- 南東：(カリバダムが形成したカリバ湖を挟む)
- 南：北マタベレランド州(ザンベジ川を挟む)
- 南西：チョベ地区、ザンベジ州
- 西：西部州

## 主要都市
人口はリヴィングストン以外は2010年の値。
- リヴィングストン：16万3000人(2016年)
- マザブカ（英語版）：7万1700人
- チョマ：5万1842人(州都)
- モンゼ（英語版）：3万9752人
- カロモ（英語版）：1万5394人
- マーンバ：1万4322人
- イテスヒ・テスヒ（英語版）：1万3858人

## 行政区画

行政区画地図

以下の13地区から成る。
- カズングラ地区
- カロモ地区（英語版）
- グウェンベ地区（英語版）
- シアヴォンガ地区（英語版）
- シナゾングウェ地区（英語版）
- ジンバ地区（英語版）
- チカンカタ地区（英語版）
- チョマ地区（英語版）
- ナムワラ地区（英語版）
- ペンバ地区（英語版）
- マザブカ地区（英語版）
- モンゼ地区（英語版）
- リヴィングストン地区（英語版）

## 観光地
観光はザンビアの主要産業で、2005年のGDPの7%を生産した。
2007年には80万人以上が訪れた 。
- ヴィクトリアの滝(南西部)
- カフュー国立公園（英語版）(北西部)
- ロチンバール国立公園（英語版）

## 民族
トンガ人が最大の先住民である。

## 交通
ルサカ・リヴィングストン高速道路がカロモ、チョマ、ペンバ、モンゼ、マザブカを結ぶ。

## 2010年国勢調査
- 男女比=1：1.039(全国平均は1：1.028)[4]
- 識字率=71.2%(全国平均=70.2%)[5]
- 都市化率=24.67%[6]
- 結婚中間年齢=20.6歳[7]
- 平均世帯規模=5.4人(男性家主で5.7人、女性家主で4.6人)[8]
- 選挙権保有率=64.1%[9]
- 失業率=12.1%
- 合計特殊出生率=6.1人
- 完全出生率=6.2人
- 粗出生率=37人
- 未成年出産数=807人
- 総合出生率=160人
- 総再生産率=2.5人
- 純再生産率=1.8人[10]
- 労働率=55.0%
- 男性労働率=64.1%
- 女性労働率=46.7%
- 労働人口年間増加率=4.4%[11]
- 最大言語=トンガ語
- トンガ語話者率=74.7%[12]
- アルビノ人口=3068人[13]
- 平均寿命=56歳(全国平均は51歳)[14]

## 経済
- 農業
  - 農地面積=3602km2(全国の19.0%)
  - 農業生産量=68万8122t(全国の16.9%)
  - 大豆(60万t/2年) [17][18]
  - 砂糖黍(マザブカで全国の90%に当たる430t/年を生産し、GDPの4%に相当) [19]
  - モロコシ属(4695t/年で全国の40.6%)[20]
- 畜産
- 鉱業：マーンバ炭鉱

## 気候
| 南部州の気候           | 南部州の気候 | 南部州の気候 | 南部州の気候 | 南部州の気候 | 南部州の気候 | 南部州の気候 | 南部州の気候 | 南部州の気候 | 南部州の気候 | 南部州の気候 | 南部州の気候 | 南部州の気候 | 南部州の気候 |
| 月                     | 1月          | 2月          | 3月          | 4月          | 5月          | 6月          | 7月          | 8月          | 9月          | 10月         | 11月         | 12月         | 年           |
| ---------------------- | ------------ | ------------ | ------------ | ------------ | ------------ | ------------ | ------------ | ------------ | ------------ | ------------ | ------------ | ------------ | ------------ |
| 最高気温記録 °C （°F） | 30 (86)      | 29.7 (85.5)  | 30.3 (86.5)  | 29.9 (85.8)  | 28 (82)      | 25.6 (78.1)  | 25.5 (77.9)  | 28.4 (83.1)  | 32.5 (90.5)  | 34 (93)      | 32.6 (90.7)  | 30.4 (86.7)  | 34 (93)      |
| 平均最高気温 °C （°F） | 23.6 (74.5)  | 23.2 (73.8)  | 23.1 (73.6)  | 21.9 (71.4)  | 18.9 (66)    | 16 (61)      | 16.1 (61)    | 19.3 (66.7)  | 23.9 (75)    | 26.2 (79.2)  | 25.1 (77.2)  | 23.6 (74.5)  | 26.2 (79.2)  |
| 平均最低気温 °C （°F） | 18.9 (66)    | 18.6 (65.5)  | 17.6 (63.7)  | 14.8 (58.6)  | 10.1 (50.2)  | 6.7 (44.1)   | 6.3 (43.3)   | 9.2 (48.6)   | 14.2 (57.6)  | 18.2 (64.8)  | 19.1 (66.4)  | 18.9 (66)    | 6.3 (43.3)   |
| 降水量 mm （inch）     | 16 (0.63)    | 14 (0.55)    | 9 (0.35)     | 3 (0.12)     | 0 (0)        | 0 (0)        | 0 (0)        | 0 (0)        | 0 (0)        | 4 (0.16)     | 11 (0.43)    | 16 (0.63)    | 73 (2.87)    |
| 出典：                 |              |              |              |              |              |              |              |              |              |              |              |              |              |